# Copa Paraguay 2021
La Copa Paraguay 2021 fue la tercera edición del certamen, que otorgó al campeón (o a quien corresponda) la clasificación en forma directa a la Copa Sudamericana 2022.
El club Olimpia obtuvo su primer título tras vencer en la final al club Sol de América. Olimpia fue, además, el primer campeón de este certamen en disputar la Supercopa de Paraguay, contra el campeón de la Primera División con mayor puntaje en la Tabla acumulada anual.
Debido a que el Olimpia ya estaba clasificado a la Copa Libertadores 2022 por ser el cuarto mejor puntaje acumulado del campeonato paraguayo 2021, el cupo para la Copa Sudamericana 2022 fue adjudicado al subcampeón, Sol de América.
Esta edición marcó el retorno de la disputa del certamen luego de más de 1 año, ya que la edición pasada no se pudo jugar debido a la pandemia del coronavirus.

## Participantes
El torneo contó con 64 equipos en su fase nacional: los 10 de la Primera División, los 18 de la Intermedia, 11 de Primera B, 8 de Primera C y 17 de UFI, los cuales se enfrentaron en cruces a eliminación directa.

### Equipos Clasificados a la Fase Nacional
| División                               | Equipo | P.              | Vía de clasificación |
| -------------------------------------- | --- | --------------- | --- |
| Primera División 10 cupos              | 12 de Octubre FBC (Itauguá) Cerro Porteño Guaireña FC Guaraní Libertad Nacional Olimpia River Plate Sol de América Sportivo Luqueño | 3               | Clasificados de manera automática a la Fase Nacional |
| División Intermedia 18 cupos           | Deportivo Capiatá Sportivo San Lorenzo General Díaz Atlético 3 de Febrero Atyrá FC Tacuary Fernando de la Mora Fulgencio Yegros General Caballero (JLM) Deportivo Santaní Independiente FBC (CG) Sportivo Ameliano Guaraní (Trinidad) Resistencia SC Rubio Ñu Sportivo 2 de Mayo Sportivo Iteño Sportivo Trinidense | 3 2 3 2 3 2 1 3 | Clasificados de manera automática a la Fase Nacional |
| Primera División B 11 cupos            | 29 de Septiembre Atlético Tembetary 24 de Septiembre VP Cristóbal Colón (Ñ) Cristóbal Colón FBC (JAS) Deportivo Recoleta 3 de Febrero FBC (RB) Sportivo Limpeño Presidente Hayes 12 de Octubre SD Olimpia de Itá | 1 2 3 2 3 2 1   | 3.er. puesto Primera B 2019 4.º. puesto Primera B 2019 5.º puesto Primera B 2019 6.º puesto Primera B 2019 7.º puesto Primera B 2019 8.º puesto Primera B 2019 9.º puesto Primera B 2019 10.º puesto Primera B 2019 11.º puesto Primera B 2019 Campeón Primera C 2019 Vicecampeón Primera C 2019 |
| Primera División C 8 cupos             | Benjamín Aceval Silvio Pettirossi Atlético Juventud Humaitá FBC Oriental Sport Colonial General B. Caballero (CG) Pinozá | 1 2 3 2 3 1     | 3.er puesto Primera C 2019 4.º puesto Primera C 2019 5.º puesto Primera C 2019 6.º puesto Primera C 2019 7.º puesto Primera C 2019 8.º puesto Primera C 2019 9.º puesto Primera C 2019 10.º puesto Primera C 2019 |
| Unión del Fútbol del Interior 17 cupos | Teniente Rojas (Loreto) 12 de Octubre (I. del Rosario) 5 de Octubre (Santa Elena) Karai Chive (Paso Yobái) Atlético Mil Palos (Nueva Toledo) Coronel Martínez (Yuty) 22 de Setiembre (Encarnación) 24 de Junio (San Juan Bautista) Dep. La Colmena (La Colmena) Dep. Primavera (JLM) Ytororô (San Antonio) 1.º de Marzo FBC (Pilar) Mariscal Estigarribia (PJC) Sport Pacobá (Yasy Cañy) Independiente FBC (Nanawa) Atlético Trébol (Loma Plata) Sport Sastreño (Puerto Sastre) | 1 2 1 2 1       | Representante del I Departamento de Concepción Representante del II Departamento de San Pedro Representante del III Departamento de Cordillera Representante del IV Departamento de Guairá Representante del V Departamento de Caaguazú Representante del VI Departamento de Caazapá Representante del VII Departamento de Itapúa Representante del VIII Departamento de Misiones Representante del IX Departamento de Paraguarí Representante del X Departamento de Alto Paraná Representante del XI Departamento Central Representante del XII Departamento de Ñeembucú Representante del XIII Departamento de Amambay Representante del XIV Departamento de Canindeyú Representante del XV Departamento de Presidente Hayes Representante del XVI Departamento de Boquerón Representante del XVII Departamento de Alto Paraguay |

### Distribución Geográfica
| Distrito capital/Departamento    | Cantidad | Equipos |
| -------------------------------- | -------- | --- |
| Asunción                         | 23       | Cerro Porteño, Olimpia, Guaraní, Libertad, Nacional, River Plate, Sportivo Ameliano, Tacuary, Resistencia, Fernando de la Mora, Rubio Ñu, Sportivo Trinidense, Independiente CG, 3 de Febrero, Atlético Tembetary, 12 de Octubre SD, Presidente Hayes, Deportivo Recoleta, Sport Colonial, Atlético Juventud, Oriental, Deportivo Pinozá, Silvio Pettirossi |
| Departamento de Concepción       | 1        | Teniente Rojas Silva |
| Departamento de San Pedro        | 2        | Deportivo Santaní, 12 de Octubre IR |
| Departamento de Cordillera       | 2        | Atyrá, 5 de Octubre |
| Departamento de Guairá           | 2        | Guaíreña FC, Karai Chive |
| Departamento de Caaguazú         | 1        | Atlético Mil Palos |
| Departamento de Caazapá          | 1        | Coronel Martínez |
| Departamento de Itapúa           | 2        | Guaraní (Trinidad), 22 de Setiembre |
| Departamento de Misiones         | 1        | 24 de Junio |
| Departamento de Paraguarí        | 1        | Deportivo La Colmena |
| Departamento de Alto Paraná      | 3        | General Caballero JLM, 3 de Febrero CDE, Deportivo Primavera |
| Departamento Central             | 17       | General Díaz, 12 de Octubre, Sol de América, San Lorenzo, Sportivo Luqueño, Deportivo Capiatá, Fulgencio Yegros, Sportivo Iteño, 24 de Septiembre VP, Cristóbal Colón (Ñ), 29 de Septiembre, Cristóbal Colón (JAS), Sportivo Limpeño, Olimpia (Itá), Deportivo Humaitá, General Caballero CG, Ytororô                                                       |
| Departamento de Ñeembucú         | 1        | 1.º de Marzo FBC |
| Departamento de Amambay          | 2        | 2 de Mayo, Mariscal Estigarribia |
| Departamento de Canindeyú        | 1        | Sport Pacobá |
| Departamento de Presidente Hayes | 2        | Benjamín Aceval, Independiente FBC (Nanawa) |
| Departamento de Boquerón         | 1        | Atlético Trébol |
| Departamento de Alto Paraguay    | 1        | Sport Sastreño |

## Cuadro Principal
El cuadro principal lo protagonizan los 64 clasificados. Los participantes se enfrentarán en llaves de 2 equipos en un único juego de eliminación directa en cancha neutral. De haber empate al final del período reglamentario, se ejecutarán tiros penales.

### Cuadro de desarrollo
|  | Treintaidosavos de final           | Treintaidosavos de final               |                                        |       | Dieciseisavos de final       | Dieciseisavos de final       |                                       |                                       | Octavos de final | Octavos de final |  |  | Cuartos de final | Cuartos de final |  |  | Semifinales | Semifinales |  |  | Final | Final |
|  |                                    |                                        |                                        |       |                              |                              |                                       |                                       |                  |                  |  |  |                  |                  |  |  |             |             |  |  |       |       |
|  | 29 de julio - Isidro Roussillón    |                                        |                                        |       |                              |                              |                                       |                                       |                  |                  |  |  |                  |                  |  |  |             |             |  |  |       |       |
|  |                                    |                                        |                                        |       |                              |                              |                                       |                                       |                  |                  |  |  |                  |                  |  |  |             |             |  |  |       |       |
|  | Benjamín Aceval                    | 0                                      |                                        |       |                              |                              |                                       |                                       |                  |                  |  |  |                  |                  |  |  |             |             |  |  |       |       |
|  | Benjamín Aceval                    | 0                                      | 15 de septiembre - Ka'arendy           |       |                              |                              |                                       |                                       |                  |                  |  |  |                  |                  |  |  |             |             |  |  |       |       |
|  | Cerro Porteño                      | 2                                      |                                        |       |                              |                              |                                       |                                       |                  |                  |  |  |                  |                  |  |  |             |             |  |  |       |       |
|  | Cerro Porteño                      | 2                                      | Cerro Porteño                          | 1 (4) |                              |                              |                                       |                                       |                  |                  |  |  |                  |                  |  |  |             |             |  |  |       |       |
|  | 28 de julio - Ka'arendy            |                                        | Cerro Porteño                          | 1 (4) |                              |                              |                                       |                                       |                  |                  |  |  |                  |                  |  |  |             |             |  |  |       |       |
|  |                                    | General Caballero JLM                  | 1 (1)                                  |       |                              |                              |                                       |                                       |                  |                  |  |  |                  |                  |  |  |             |             |  |  |       |       |
|  | Deportivo Recoleta                 | General Caballero JLM                  | 1 (1)                                  | 1     |                              |                              |                                       |                                       |                  |                  |  |  |                  |                  |  |  |             |             |  |  |       |       |
|  | Deportivo Recoleta                 |                                        | 6 de octubre - Luis Salinas            | 1     |                              |                              |                                       |                                       |                  |                  |  |  |                  |                  |  |  |             |             |  |  |       |       |
|  | General Caballero JLM              | 2                                      |                                        |       |                              |                              |                                       |                                       |                  |                  |  |  |                  |                  |  |  |             |             |  |  |       |       |
|  | General Caballero JLM              | 2                                      | Cerro Porteño                          | 0     |                              |                              |                                       |                                       |                  |                  |  |  |                  |                  |  |  |             |             |  |  |       |       |
|  | 11 de agosto - Luis Alfonso Giagni |                                        | Cerro Porteño                          | 0     |                              |                              |                                       |                                       |                  |                  |  |  |                  |                  |  |  |             |             |  |  |       |       |
|  |                                    | Sol de América                         | 2                                      |       |                              |                              |                                       |                                       |                  |                  |  |  |                  |                  |  |  |             |             |  |  |       |       |
|  | 12 de Octubre SD                   | Sol de América                         | 2                                      | 1     |                              |                              |                                       |                                       |                  |                  |  |  |                  |                  |  |  |             |             |  |  |       |       |
|  | 12 de Octubre SD                   | 22 de septiembre - Jardines del Kelito |                                        | 1     |                              |                              |                                       |                                       |                  |                  |  |  |                  |                  |  |  |             |             |  |  |       |       |
|  | Rubio Ñu                           | 2                                      |                                        |       |                              |                              |                                       |                                       |                  |                  |  |  |                  |                  |  |  |             |             |  |  |       |       |
|  | Rubio Ñu                           | 2                                      | Rubio Ñu                               | 3     |                              |                              |                                       |                                       |                  |                  |  |  |                  |                  |  |  |             |             |  |  |       |       |
|  | 27 de julio - Feliciano Cáceres    |                                        | Rubio Ñu                               | 3     |                              |                              |                                       |                                       |                  |                  |  |  |                  |                  |  |  |             |             |  |  |       |       |
|  |                                    | Sol de América                         | 4                                      |       |                              |                              |                                       |                                       |                  |                  |  |  |                  |                  |  |  |             |             |  |  |       |       |
|  | 3 de Febrero                       | Sol de América                         | 4                                      | 0     |                              |                              |                                       |                                       |                  |                  |  |  |                  |                  |  |  |             |             |  |  |       |       |
|  | 3 de Febrero                       |                                        | 10 de noviembre - Feliciano Cáceres    | 0     |                              |                              |                                       |                                       |                  |                  |  |  |                  |                  |  |  |             |             |  |  |       |       |
|  | Sol de América                     | 6                                      |                                        |       |                              |                              |                                       |                                       |                  |                  |  |  |                  |                  |  |  |             |             |  |  |       |       |
|  | Sol de América                     | 6                                      | Sol de América                         | 1     |                              |                              |                                       |                                       |                  |                  |  |  |                  |                  |  |  |             |             |  |  |       |       |
|  | 16 de agosto - Río Parapití        |                                        | Sol de América                         | 1     |                              |                              |                                       |                                       |                  |                  |  |  |                  |                  |  |  |             |             |  |  |       |       |
|  |                                    | Deportivo Santaní                      | 0                                      |       |                              |                              |                                       |                                       |                  |                  |  |  |                  |                  |  |  |             |             |  |  |       |       |
|  | 24 de Junio                        | Deportivo Santaní                      | 0                                      | 0     |                              |                              |                                       |                                       |                  |                  |  |  |                  |                  |  |  |             |             |  |  |       |       |
|  | 24 de Junio                        | 23 de septiembre - Feliciano Cáceres   |                                        | 0     |                              |                              |                                       |                                       |                  |                  |  |  |                  |                  |  |  |             |             |  |  |       |       |
|  | 2 de Mayo                          | 1                                      |                                        |       |                              |                              |                                       |                                       |                  |                  |  |  |                  |                  |  |  |             |             |  |  |       |       |
|  | 2 de Mayo                          | 1                                      | 2 de Mayo                              | 3     |                              |                              |                                       |                                       |                  |                  |  |  |                  |                  |  |  |             |             |  |  |       |       |
|  | 19 de agosto - Los Fundadores      |                                        | 2 de Mayo                              | 3     |                              |                              |                                       |                                       |                  |                  |  |  |                  |                  |  |  |             |             |  |  |       |       |
|  |                                    | 22 de Setiembre                        | 0                                      |       |                              |                              |                                       |                                       |                  |                  |  |  |                  |                  |  |  |             |             |  |  |       |       |
|  | 22 de Setiembre                    | 22 de Setiembre                        | 0                                      | 2     |                              |                              |                                       |                                       |                  |                  |  |  |                  |                  |  |  |             |             |  |  |       |       |
|  | 22 de Setiembre                    |                                        | 13 de octubre - Juan José Vázquez      | 2     |                              |                              |                                       |                                       |                  |                  |  |  |                  |                  |  |  |             |             |  |  |       |       |
|  | Atyrá                              | 1                                      |                                        |       |                              |                              |                                       |                                       |                  |                  |  |  |                  |                  |  |  |             |             |  |  |       |       |
|  | Atyrá                              | 1                                      | 2 de Mayo                              | 1 (4) |                              |                              |                                       |                                       |                  |                  |  |  |                  |                  |  |  |             |             |  |  |       |       |
|  | 17 de agosto - Martín Torres       |                                        | 2 de Mayo                              | 1 (4) |                              |                              |                                       |                                       |                  |                  |  |  |                  |                  |  |  |             |             |  |  |       |       |
|  |                                    | Deportivo Santaní                      | 1 (5)                                  |       |                              |                              |                                       |                                       |                  |                  |  |  |                  |                  |  |  |             |             |  |  |       |       |
|  | 5 de Octubre                       | Deportivo Santaní                      | 1 (5)                                  | 1     |                              |                              |                                       |                                       |                  |                  |  |  |                  |                  |  |  |             |             |  |  |       |       |
|  | 5 de Octubre                       | 1 de septiembre - Luis Alfonso Giagni  |                                        | 1     |                              |                              |                                       |                                       |                  |                  |  |  |                  |                  |  |  |             |             |  |  |       |       |
|  | General Díaz                       | 0                                      |                                        |       |                              |                              |                                       |                                       |                  |                  |  |  |                  |                  |  |  |             |             |  |  |       |       |
|  | General Díaz                       | 0                                      | 5 de Octubre                           | 0     |                              |                              |                                       |                                       |                  |                  |  |  |                  |                  |  |  |             |             |  |  |       |       |
|  | 3 de agosto - Juan José Vázquez    |                                        | 5 de Octubre                           | 0     |                              |                              |                                       |                                       |                  |                  |  |  |                  |                  |  |  |             |             |  |  |       |       |
|  |                                    | Deportivo Santaní                      | 3                                      |       |                              |                              |                                       |                                       |                  |                  |  |  |                  |                  |  |  |             |             |  |  |       |       |
|  | Teniente Rojas                     | Deportivo Santaní                      | 3                                      | 0     |                              |                              |                                       |                                       |                  |                  |  |  |                  |                  |  |  |             |             |  |  |       |       |
|  | Teniente Rojas                     |                                        | 14 de noviembre - Defensores del Chaco | 0     |                              |                              |                                       |                                       |                  |                  |  |  |                  |                  |  |  |             |             |  |  |       |       |
|  | Deportivo Santaní                  | 5                                      |                                        |       |                              |                              |                                       |                                       |                  |                  |  |  |                  |                  |  |  |             |             |  |  |       |       |
|  | Deportivo Santaní                  | 5                                      | Sol de América                         | 0(5)  |                              |                              |                                       |                                       |                  |                  |  |  |                  |                  |  |  |             |             |  |  |       |       |
|  | 24 de agosto - Parque del Guairá   |                                        | Sol de América                         | 0(5)  |                              |                              |                                       |                                       |                  |                  |  |  |                  |                  |  |  |             |             |  |  |       |       |
|  |                                    | Atlético Tembetary                     | 0(4)                                   |       |                              |                              |                                       |                                       |                  |                  |  |  |                  |                  |  |  |             |             |  |  |       |       |
|  | Karai Chive                        | Atlético Tembetary                     | 0(4)                                   | 1 (4) |                              |                              |                                       |                                       |                  |                  |  |  |                  |                  |  |  |             |             |  |  |       |       |
|  | Karai Chive                        | 21 de septiembre - Martín Torres       |                                        | 1 (4) |                              |                              |                                       |                                       |                  |                  |  |  |                  |                  |  |  |             |             |  |  |       |       |
|  | 12 de Octubre IR                   | 1 (2)                                  |                                        |       |                              |                              |                                       |                                       |                  |                  |  |  |                  |                  |  |  |             |             |  |  |       |       |
|  | 12 de Octubre IR                   | 1 (2)                                  | Karai Chive                            | 2     |                              |                              |                                       |                                       |                  |                  |  |  |                  |                  |  |  |             |             |  |  |       |       |
|  | 18 de agosto - Parque del Guairá   |                                        | Karai Chive                            | 2     |                              |                              |                                       |                                       |                  |                  |  |  |                  |                  |  |  |             |             |  |  |       |       |
|  |                                    | River Plate                            | 4                                      |       |                              |                              |                                       |                                       |                  |                  |  |  |                  |                  |  |  |             |             |  |  |       |       |
|  | Coronel Martínez                   | River Plate                            | 4                                      | 0     |                              |                              |                                       |                                       |                  |                  |  |  |                  |                  |  |  |             |             |  |  |       |       |
|  | Coronel Martínez                   |                                        | 6 de octubre - Luis Salinas            | 0     |                              |                              |                                       |                                       |                  |                  |  |  |                  |                  |  |  |             |             |  |  |       |       |
|  | River Plate                        | 2                                      |                                        |       |                              |                              |                                       |                                       |                  |                  |  |  |                  |                  |  |  |             |             |  |  |       |       |
|  | River Plate                        | 2                                      | River Plate                            | 0     |                              |                              |                                       |                                       |                  |                  |  |  |                  |                  |  |  |             |             |  |  |       |       |
|  | 17 de agosto - Martín Torres       |                                        | River Plate                            | 0     |                              |                              |                                       |                                       |                  |                  |  |  |                  |                  |  |  |             |             |  |  |       |       |
|  |                                    | Atlético Tembetary                     | 1                                      |       |                              |                              |                                       |                                       |                  |                  |  |  |                  |                  |  |  |             |             |  |  |       |       |
|  | Sportivo Limpeño                   | Atlético Tembetary                     | 1                                      | 0 (3) |                              |                              |                                       |                                       |                  |                  |  |  |                  |                  |  |  |             |             |  |  |       |       |
|  | Sportivo Limpeño                   | 13 de septiembre - Erico Galeano       |                                        | 0 (3) |                              |                              |                                       |                                       |                  |                  |  |  |                  |                  |  |  |             |             |  |  |       |       |
|  | Atlético Tembetary                 | 0 (4)                                  |                                        |       |                              |                              |                                       |                                       |                  |                  |  |  |                  |                  |  |  |             |             |  |  |       |       |
|  | Atlético Tembetary                 | 0 (4)                                  | Atlético Tembetary                     | 2     |                              |                              |                                       |                                       |                  |                  |  |  |                  |                  |  |  |             |             |  |  |       |       |
|  | 11 de agosto - Luis Alfonso Giagni |                                        | Atlético Tembetary                     | 2     |                              |                              |                                       |                                       |                  |                  |  |  |                  |                  |  |  |             |             |  |  |       |       |
|  |                                    | Presidente Hayes                       | 1                                      |       |                              |                              |                                       |                                       |                  |                  |  |  |                  |                  |  |  |             |             |  |  |       |       |
|  | Presidente Hayes                   | Presidente Hayes                       | 1                                      | 1 (3) |                              |                              |                                       |                                       |                  |                  |  |  |                  |                  |  |  |             |             |  |  |       |       |
|  | Presidente Hayes                   |                                        | 3 de noviembre - Luis Alfonso Giagni   | 1 (3) |                              |                              |                                       |                                       |                  |                  |  |  |                  |                  |  |  |             |             |  |  |       |       |
|  | Fulgencio Yegros                   | 1 (1)                                  |                                        |       |                              |                              |                                       |                                       |                  |                  |  |  |                  |                  |  |  |             |             |  |  |       |       |
|  | Fulgencio Yegros                   | 1 (1)                                  | Atlético Tembetary                     | 1 (4) |                              |                              |                                       |                                       |                  |                  |  |  |                  |                  |  |  |             |             |  |  |       |       |
|  | 25 de agosto - La Arboleda         |                                        | Atlético Tembetary                     | 1 (4) |                              |                              |                                       |                                       |                  |                  |  |  |                  |                  |  |  |             |             |  |  |       |       |
|  |                                    | Tacuary                                | 1 (2)                                  |       |                              |                              |                                       |                                       |                  |                  |  |  |                  |                  |  |  |             |             |  |  |       |       |
|  | 1.º de Marzo FBC                   | Tacuary                                | 1 (2)                                  | 0 (3) |                              |                              |                                       |                                       |                  |                  |  |  |                  |                  |  |  |             |             |  |  |       |       |
|  | 1.º de Marzo FBC                   | 23 de septiembre - Feliciano Cáceres   |                                        | 0 (3) |                              |                              |                                       |                                       |                  |                  |  |  |                  |                  |  |  |             |             |  |  |       |       |
|  | Nacional                           | 0 (0)                                  |                                        |       |                              |                              |                                       |                                       |                  |                  |  |  |                  |                  |  |  |             |             |  |  |       |       |
|  | Nacional                           | 0 (0)                                  | 1.º de Marzo FBC                       | 1     |                              |                              |                                       |                                       |                  |                  |  |  |                  |                  |  |  |             |             |  |  |       |       |
|  | 3 de agosto - Juan José Vázquez    |                                        | 1.º de Marzo FBC                       | 1     |                              |                              |                                       |                                       |                  |                  |  |  |                  |                  |  |  |             |             |  |  |       |       |
|  |                                    | Tacuary                                | 4                                      |       |                              |                              |                                       |                                       |                  |                  |  |  |                  |                  |  |  |             |             |  |  |       |       |
|  | Sport Pacobá                       | Tacuary                                | 4                                      | 0 (2) |                              |                              |                                       |                                       |                  |                  |  |  |                  |                  |  |  |             |             |  |  |       |       |
|  | Sport Pacobá                       |                                        | 13 de octubre - Juan José Vázquez      | 0 (2) |                              |                              |                                       |                                       |                  |                  |  |  |                  |                  |  |  |             |             |  |  |       |       |
|  | Tacuary                            | 0 (3)                                  |                                        |       |                              |                              |                                       |                                       |                  |                  |  |  |                  |                  |  |  |             |             |  |  |       |       |
|  | Tacuary                            | 0 (3)                                  | Tacuary                                | 0 (4) |                              |                              |                                       |                                       |                  |                  |  |  |                  |                  |  |  |             |             |  |  |       |       |
|  | 18 de agosto - Parque del Guairá   |                                        | Tacuary                                | 0 (4) |                              |                              |                                       |                                       |                  |                  |  |  |                  |                  |  |  |             |             |  |  |       |       |
|  |                                    | Sportivo Iteño                         | 0 (3)                                  |       |                              |                              |                                       |                                       |                  |                  |  |  |                  |                  |  |  |             |             |  |  |       |       |
|  | Deportivo La Colmena               | Sportivo Iteño                         | 0 (3)                                  | 0     |                              |                              |                                       |                                       |                  |                  |  |  |                  |                  |  |  |             |             |  |  |       |       |
|  | Deportivo La Colmena               | 13 de septiembre - Erico Galeano       |                                        | 0     |                              |                              |                                       |                                       |                  |                  |  |  |                  |                  |  |  |             |             |  |  |       |       |
|  | Sportivo Iteño                     | 4                                      |                                        |       |                              |                              |                                       |                                       |                  |                  |  |  |                  |                  |  |  |             |             |  |  |       |       |
|  | Sportivo Iteño                     | 4                                      | Sportivo Iteño                         | 1 (4) |                              |                              |                                       |                                       |                  |                  |  |  |                  |                  |  |  |             |             |  |  |       |       |
|  | 16 de agosto - Río Parapití        |                                        | Sportivo Iteño                         | 1 (4) |                              |                              |                                       |                                       |                  |                  |  |  |                  |                  |  |  |             |             |  |  |       |       |
|  |                                    | Mariscal Estigarribia                  | 1 (3)                                  |       |                              |                              |                                       |                                       |                  |                  |  |  |                  |                  |  |  |             |             |  |  |       |       |
|  | Mariscal Estigarribia              | Mariscal Estigarribia                  | 1 (3)                                  | 5     |                              |                              |                                       |                                       |                  |                  |  |  |                  |                  |  |  |             |             |  |  |       |       |
|  | Mariscal Estigarribia              |                                        | 1 de diciembre - Defensores del Chaco  | 5     |                              |                              |                                       |                                       |                  |                  |  |  |                  |                  |  |  |             |             |  |  |       |       |
|  | San Lorenzo                        | 1                                      |                                        |       |                              |                              |                                       |                                       |                  |                  |  |  |                  |                  |  |  |             |             |  |  |       |       |
|  | San Lorenzo                        | 1                                      | Sol de América                         | 2(1)  |                              |                              |                                       |                                       |                  |                  |  |  |                  |                  |  |  |             |             |  |  |       |       |
|  | 28 de julio - Ka'arendy            |                                        | Sol de América                         | 2(1)  |                              |                              |                                       |                                       |                  |                  |  |  |                  |                  |  |  |             |             |  |  |       |       |
|  |                                    | Olimpia                                | 2(3)                                   |       |                              |                              |                                       |                                       |                  |                  |  |  |                  |                  |  |  |             |             |  |  |       |       |
|  | Deportivo Primavera                | Olimpia                                | 2(3)                                   | 0     |                              |                              |                                       |                                       |                  |                  |  |  |                  |                  |  |  |             |             |  |  |       |       |
|  | Deportivo Primavera                | 15 de septiembre - Arsenio Erico       |                                        | 0     |                              |                              |                                       |                                       |                  |                  |  |  |                  |                  |  |  |             |             |  |  |       |       |
|  | Olimpia                            | 6                                      |                                        |       |                              |                              |                                       |                                       |                  |                  |  |  |                  |                  |  |  |             |             |  |  |       |       |
|  | Olimpia                            | 6                                      | Olimpia                                | 3     |                              |                              |                                       |                                       |                  |                  |  |  |                  |                  |  |  |             |             |  |  |       |       |
|  | 26 de agosto - Luis Salinas        |                                        | Olimpia                                | 3     |                              |                              |                                       |                                       |                  |                  |  |  |                  |                  |  |  |             |             |  |  |       |       |
|  |                                    | Cristóbal Colón (JAS)                  | 2                                      |       |                              |                              |                                       |                                       |                  |                  |  |  |                  |                  |  |  |             |             |  |  |       |       |
|  | Cristóbal Colón (JAS)              | Cristóbal Colón (JAS)                  | 2                                      | 4     |                              |                              |                                       |                                       |                  |                  |  |  |                  |                  |  |  |             |             |  |  |       |       |
|  | Cristóbal Colón (JAS)              |                                        | 5 de octubre - Luis Alfonso Giagni     | 4     |                              |                              |                                       |                                       |                  |                  |  |  |                  |                  |  |  |             |             |  |  |       |       |
|  | Deportivo Pinozá                   | 0                                      |                                        |       |                              |                              |                                       |                                       |                  |                  |  |  |                  |                  |  |  |             |             |  |  |       |       |
|  | Deportivo Pinozá                   | 0                                      | Olimpia                                | 2     |                              |                              |                                       |                                       |                  |                  |  |  |                  |                  |  |  |             |             |  |  |       |       |
|  | 10 de agosto - Roque Battilana     |                                        | Olimpia                                | 2     |                              |                              |                                       |                                       |                  |                  |  |  |                  |                  |  |  |             |             |  |  |       |       |
|  |                                    | Resistencia                            | 1                                      |       |                              |                              |                                       |                                       |                  |                  |  |  |                  |                  |  |  |             |             |  |  |       |       |
|  | Silvio Pettirossi                  | Resistencia                            | 1                                      | 0     |                              |                              |                                       |                                       |                  |                  |  |  |                  |                  |  |  |             |             |  |  |       |       |
|  | Silvio Pettirossi                  | 15 de septiembre - Arsenio Erico       |                                        | 0     |                              |                              |                                       |                                       |                  |                  |  |  |                  |                  |  |  |             |             |  |  |       |       |
|  | Resistencia                        | 3                                      |                                        |       |                              |                              |                                       |                                       |                  |                  |  |  |                  |                  |  |  |             |             |  |  |       |       |
|  | Resistencia                        | 3                                      | Resistencia                            | 8     |                              |                              |                                       |                                       |                  |                  |  |  |                  |                  |  |  |             |             |  |  |       |       |
|  | 27 de julio - Feliciano Cáceres    |                                        | Resistencia                            | 8     |                              |                              |                                       |                                       |                  |                  |  |  |                  |                  |  |  |             |             |  |  |       |       |
|  |                                    | Cristóbal Colón (Ñ)                    | 4                                      |       |                              |                              |                                       |                                       |                  |                  |  |  |                  |                  |  |  |             |             |  |  |       |       |
|  | Cristóbal Colón (Ñ)                | Cristóbal Colón (Ñ)                    | 4                                      | 1 (4) |                              |                              |                                       |                                       |                  |                  |  |  |                  |                  |  |  |             |             |  |  |       |       |
|  | Cristóbal Colón (Ñ)                |                                        | 4 de noviembre - Feliciano Cáceres     | 1 (4) |                              |                              |                                       |                                       |                  |                  |  |  |                  |                  |  |  |             |             |  |  |       |       |
|  | Guaraní                            | 1 (2)                                  |                                        |       |                              |                              |                                       |                                       |                  |                  |  |  |                  |                  |  |  |             |             |  |  |       |       |
|  | Guaraní                            | 1 (2)                                  | Olimpia                                | 2     |                              |                              |                                       |                                       |                  |                  |  |  |                  |                  |  |  |             |             |  |  |       |       |
|  | 10 de agosto - Roque Battilana     |                                        | Olimpia                                | 2     |                              |                              |                                       |                                       |                  |                  |  |  |                  |                  |  |  |             |             |  |  |       |       |
|  |                                    | Guaíreña FC                            | 0                                      |       |                              |                              |                                       |                                       |                  |                  |  |  |                  |                  |  |  |             |             |  |  |       |       |
|  | Sport Colonial                     | Guaíreña FC                            | 0                                      | 1     |                              |                              |                                       |                                       |                  |                  |  |  |                  |                  |  |  |             |             |  |  |       |       |
|  | Sport Colonial                     | 21 de septiembre - Martín Torres       |                                        | 1     |                              |                              |                                       |                                       |                  |                  |  |  |                  |                  |  |  |             |             |  |  |       |       |
|  | Sportivo Ameliano                  | 2                                      |                                        |       |                              |                              |                                       |                                       |                  |                  |  |  |                  |                  |  |  |             |             |  |  |       |       |
|  | Sportivo Ameliano                  | 2                                      | Sportivo Ameliano                      | 2     |                              |                              |                                       |                                       |                  |                  |  |  |                  |                  |  |  |             |             |  |  |       |       |
|  | 12 de agosto - Arsenio Erico       |                                        | Sportivo Ameliano                      | 2     |                              |                              |                                       |                                       |                  |                  |  |  |                  |                  |  |  |             |             |  |  |       |       |
|  |                                    | Independiente CG                       | 1                                      |       |                              |                              |                                       |                                       |                  |                  |  |  |                  |                  |  |  |             |             |  |  |       |       |
|  | Deportivo Humaitá                  | Independiente CG                       | 1                                      | 2 (5) |                              |                              |                                       |                                       |                  |                  |  |  |                  |                  |  |  |             |             |  |  |       |       |
|  | Deportivo Humaitá                  |                                        | 20 de octubre - Luis Alfonso Giagni    | 2 (5) |                              |                              |                                       |                                       |                  |                  |  |  |                  |                  |  |  |             |             |  |  |       |       |
|  | Independiente CG                   | 2 (6)                                  |                                        |       |                              |                              |                                       |                                       |                  |                  |  |  |                  |                  |  |  |             |             |  |  |       |       |
|  | Independiente CG                   | 2 (6)                                  | Sportivo Ameliano                      | 0 (4) |                              |                              |                                       |                                       |                  |                  |  |  |                  |                  |  |  |             |             |  |  |       |       |
|  | 24 de agosto - Parque del Guairá   |                                        | Sportivo Ameliano                      | 0 (4) |                              |                              |                                       |                                       |                  |                  |  |  |                  |                  |  |  |             |             |  |  |       |       |
|  |                                    | Guaíreña FC                            | 0 (5)                                  |       |                              |                              |                                       |                                       |                  |                  |  |  |                  |                  |  |  |             |             |  |  |       |       |
|  | 24 de Septiembre VP                | Guaíreña FC                            | 0 (5)                                  | 0     |                              |                              |                                       |                                       |                  |                  |  |  |                  |                  |  |  |             |             |  |  |       |       |
|  | 24 de Septiembre VP                | 16 de septiembre - Antonio Aranda      |                                        | 0     |                              |                              |                                       |                                       |                  |                  |  |  |                  |                  |  |  |             |             |  |  |       |       |
|  | Guaíreña FC                        | 3                                      |                                        |       |                              |                              |                                       |                                       |                  |                  |  |  |                  |                  |  |  |             |             |  |  |       |       |
|  | Guaíreña FC                        | 3                                      | Guaíreña FC                            | 2     |                              |                              |                                       |                                       |                  |                  |  |  |                  |                  |  |  |             |             |  |  |       |       |
|  | 12 de agosto - Arsenio Erico       |                                        | Guaíreña FC                            | 2     |                              |                              |                                       |                                       |                  |                  |  |  |                  |                  |  |  |             |             |  |  |       |       |
|  |                                    | Oriental                               | 1                                      |       |                              |                              |                                       |                                       |                  |                  |  |  |                  |                  |  |  |             |             |  |  |       |       |
|  | Oriental                           | Oriental                               | 1                                      | 1 (4) |                              |                              |                                       |                                       |                  |                  |  |  |                  |                  |  |  |             |             |  |  |       |       |
|  | Oriental                           |                                        | 14 de noviembre - Defensores del Chaco | 1 (4) |                              |                              |                                       |                                       |                  |                  |  |  |                  |                  |  |  |             |             |  |  |       |       |
|  | Deportivo Capiatá                  | 1 (3)                                  |                                        |       |                              |                              |                                       |                                       |                  |                  |  |  |                  |                  |  |  |             |             |  |  |       |       |
|  | Deportivo Capiatá                  | 1 (3)                                  | Olimpia                                | 1(5)  |                              |                              |                                       |                                       |                  |                  |  |  |                  |                  |  |  |             |             |  |  |       |       |
|  | 25 de agosto - La Arboleda         |                                        | Olimpia                                | 1(5)  |                              |                              |                                       |                                       |                  |                  |  |  |                  |                  |  |  |             |             |  |  |       |       |
|  |                                    | Libertad                               | 1(4)                                   |       | Partido por el tercer puesto | Partido por el tercer puesto |                                       |                                       |                  |                  |  |  |                  |                  |  |  |             |             |  |  |       |       |
|  | Atlético Juventud                  | Libertad                               | 1(4)                                   | 2     | Partido por el tercer puesto | Partido por el tercer puesto |                                       |                                       |                  |                  |  |  |                  |                  |  |  |             |             |  |  |       |       |
|  | Atlético Juventud                  | 1 de septiembre - Luis Alfonso Giagni  | 1 de septiembre - Luis Alfonso Giagni  | 2     |                              |                              | 30 de noviembre - Luis Alfonso Giagni | 30 de noviembre - Luis Alfonso Giagni |                  |                  |  |  |                  |                  |  |  |             |             |  |  |       |       |
|  | Sportivo Trinidense                | 1 de septiembre - Luis Alfonso Giagni  | 1 de septiembre - Luis Alfonso Giagni  | 0     |                              |                              | 30 de noviembre - Luis Alfonso Giagni | 30 de noviembre - Luis Alfonso Giagni |                  |                  |  |  |                  |                  |  |  |             |             |  |  |       |       |
|  | Sportivo Trinidense                | Atlético Juventud                      | 0                                      | 0     | Atlético Tembetary           | 0                            |                                       |                                       |                  |                  |  |  |                  |                  |  |  |             |             |  |  |       |       |
|  | 4 de agosto - Feliciano Cáceres    | Atlético Juventud                      | 0                                      |       | Atlético Tembetary           | 0                            |                                       |                                       |                  |                  |  |  |                  |                  |  |  |             |             |  |  |       |       |
|  |                                    | Libertad                               | 2                                      |       | Libertad                     | 2                            |                                       |                                       |                  |                  |  |  |                  |                  |  |  |             |             |  |  |       |       |
|  | 29 de Septiembre                   | Libertad                               | 2                                      | 0     | Libertad                     | 2                            |                                       |                                       |                  |                  |  |  |                  |                  |  |  |             |             |  |  |       |       |
|  | 29 de Septiembre                   |                                        | 20 de octubre - Luis Alfonso Giagni    | 0     |                              |                              |                                       |                                       |                  |                  |  |  |                  |                  |  |  |             |             |  |  |       |       |
|  | Libertad                           | 5                                      |                                        |       |                              |                              |                                       |                                       |                  |                  |  |  |                  |                  |  |  |             |             |  |  |       |       |
|  | Libertad                           | 5                                      | Libertad                               | 5     |                              |                              |                                       |                                       |                  |                  |  |  |                  |                  |  |  |             |             |  |  |       |       |
|  | 19 de agosto - Los Fundadores      |                                        | Libertad                               | 5     |                              |                              |                                       |                                       |                  |                  |  |  |                  |                  |  |  |             |             |  |  |       |       |
|  |                                    | Guaraní (Trinidad)                     | 0                                      |       |                              |                              |                                       |                                       |                  |                  |  |  |                  |                  |  |  |             |             |  |  |       |       |
|  | Olimpia (Itá)                      | Guaraní (Trinidad)                     | 0                                      | 0 (6) |                              |                              |                                       |                                       |                  |                  |  |  |                  |                  |  |  |             |             |  |  |       |       |
|  | Olimpia (Itá)                      | 15 de septiembre - Isidro Roussillón   |                                        | 0 (6) |                              |                              |                                       |                                       |                  |                  |  |  |                  |                  |  |  |             |             |  |  |       |       |
|  | Guaraní (Trinidad)                 | 0 (7)                                  |                                        |       |                              |                              |                                       |                                       |                  |                  |  |  |                  |                  |  |  |             |             |  |  |       |       |
|  | Guaraní (Trinidad)                 | 0 (7)                                  | Guaraní (Trinidad)                     | 3     |                              |                              |                                       |                                       |                  |                  |  |  |                  |                  |  |  |             |             |  |  |       |       |
|  | 5 de agosto - Isidro Roussillón    |                                        | Guaraní (Trinidad)                     | 3     |                              |                              |                                       |                                       |                  |                  |  |  |                  |                  |  |  |             |             |  |  |       |       |
|  |                                    | Sport Sastreño                         | 0                                      |       |                              |                              |                                       |                                       |                  |                  |  |  |                  |                  |  |  |             |             |  |  |       |       |
|  | Sport Sastreño                     | Sport Sastreño                         | 0                                      | 1     |                              |                              |                                       |                                       |                  |                  |  |  |                  |                  |  |  |             |             |  |  |       |       |
|  | Sport Sastreño                     |                                        | 3 de noviembre - Luis Alfonso Giagni   | 1     |                              |                              |                                       |                                       |                  |                  |  |  |                  |                  |  |  |             |             |  |  |       |       |
|  | General Caballero CG               | 0                                      |                                        |       |                              |                              |                                       |                                       |                  |                  |  |  |                  |                  |  |  |             |             |  |  |       |       |
|  | General Caballero CG               | 0                                      | Libertad                               | 2     |                              |                              |                                       |                                       |                  |                  |  |  |                  |                  |  |  |             |             |  |  |       |       |
|  | 4 de agosto - Feliciano Cáceres    |                                        | Libertad                               | 2     |                              |                              |                                       |                                       |                  |                  |  |  |                  |                  |  |  |             |             |  |  |       |       |
|  |                                    | Sportivo Luqueño                       | 0                                      |       |                              |                              |                                       |                                       |                  |                  |  |  |                  |                  |  |  |             |             |  |  |       |       |
|  | Ytororô                            | Sportivo Luqueño                       | 0                                      | 0     |                              |                              |                                       |                                       |                  |                  |  |  |                  |                  |  |  |             |             |  |  |       |       |
|  | Ytororô                            | 22 de septiembre - Jardines del Kelito |                                        | 0     |                              |                              |                                       |                                       |                  |                  |  |  |                  |                  |  |  |             |             |  |  |       |       |
|  | Sportivo Luqueño                   | 3                                      |                                        |       |                              |                              |                                       |                                       |                  |                  |  |  |                  |                  |  |  |             |             |  |  |       |       |
|  | Sportivo Luqueño                   | 3                                      | Sportivo Luqueño                       | 3     |                              |                              |                                       |                                       |                  |                  |  |  |                  |                  |  |  |             |             |  |  |       |       |
|  | 29 de julio - Isidro Roussillón    |                                        | Sportivo Luqueño                       | 3     |                              |                              |                                       |                                       |                  |                  |  |  |                  |                  |  |  |             |             |  |  |       |       |
|  |                                    | Fernando de la Mora                    | 2                                      |       |                              |                              |                                       |                                       |                  |                  |  |  |                  |                  |  |  |             |             |  |  |       |       |
|  | Atlético Trébol                    | Fernando de la Mora                    | 2                                      | 0     |                              |                              |                                       |                                       |                  |                  |  |  |                  |                  |  |  |             |             |  |  |       |       |
|  | Atlético Trébol                    |                                        | 5 de octubre - Luis Alfonso Giagni     | 0     |                              |                              |                                       |                                       |                  |                  |  |  |                  |                  |  |  |             |             |  |  |       |       |
|  | Fernando de la Mora                | 17                                     |                                        |       |                              |                              |                                       |                                       |                  |                  |  |  |                  |                  |  |  |             |             |  |  |       |       |
|  | Fernando de la Mora                | 17                                     | Sportivo Luqueño                       | 1 (4) |                              |                              |                                       |                                       |                  |                  |  |  |                  |                  |  |  |             |             |  |  |       |       |
|  | 5 de agosto - Isidro Roussillón    |                                        | Sportivo Luqueño                       | 1 (4) |                              |                              |                                       |                                       |                  |                  |  |  |                  |                  |  |  |             |             |  |  |       |       |
|  |                                    | 12 de Octubre                          | 1 (3)                                  |       |                              |                              |                                       |                                       |                  |                  |  |  |                  |                  |  |  |             |             |  |  |       |       |
|  | Independiente (Nanawa)             | 12 de Octubre                          | 1 (3)                                  | 0     |                              |                              |                                       |                                       |                  |                  |  |  |                  |                  |  |  |             |             |  |  |       |       |
|  | Independiente (Nanawa)             | 16 de septiembre - Antonio Aranda      |                                        | 0     |                              |                              |                                       |                                       |                  |                  |  |  |                  |                  |  |  |             |             |  |  |       |       |
|  | 3 de Febrero CDE                   | 2                                      |                                        |       |                              |                              |                                       |                                       |                  |                  |  |  |                  |                  |  |  |             |             |  |  |       |       |
|  | 3 de Febrero CDE                   | 2                                      | 3 de Febrero CDE                       | 0     |                              |                              |                                       |                                       |                  |                  |  |  |                  |                  |  |  |             |             |  |  |       |       |
|  | 26 de agosto - Luis Salinas        |                                        | 3 de Febrero CDE                       | 0     |                              |                              |                                       |                                       |                  |                  |  |  |                  |                  |  |  |             |             |  |  |       |       |
|  |                                    | 12 de Octubre                          | 1                                      |       |                              |                              |                                       |                                       |                  |                  |  |  |                  |                  |  |  |             |             |  |  |       |       |
|  | Atlético Mil Palos                 | 12 de Octubre                          | 1                                      | 1     |                              |                              |                                       |                                       |                  |                  |  |  |                  |                  |  |  |             |             |  |  |       |       |
|  | Atlético Mil Palos                 |                                        |                                        | 1     |                              |                              |                                       |                                       |                  |                  |  |  |                  |                  |  |  |             |             |  |  |       |       |
|  | 12 de Octubre                      | 6                                      |                                        |       |                              |                              |                                       |                                       |                  |                  |  |  |                  |                  |  |  |             |             |  |  |       |       |
|  | 12 de Octubre                      | 6                                      |                                        |       |                              |                              |                                       |                                       |                  |                  |  |  |                  |                  |  |  |             |             |  |  |       |       |

### Treintaidosavos de final
Esta fase se disputó del 27 de julio al 26 de agosto en 32 llaves a partido único y clasificaron a dieciseisavos de final los 32 ganadores. En caso de empates, se definieron las series vía tiros penales.
| Cristóbal Colón (Ñ)    | 1 - 1 (4-2 pen.) | Guaraní               | Feliciano Cáceres   | 27 de julio  | 17:00 | E20 |
| 3 de Febrero           | 0 - 6            | Sol de América        | Feliciano Cáceres   | 27 de julio  | 19:30 | E04 |
| Deportivo Recoleta     | 1 - 2            | General Caballero JLM | Ka'arendy           | 28 de julio  | 13:00 | E02 |
| Deportivo Primavera    | 0 - 6            | Olimpia               | Ka'arendy           | 28 de julio  | 15:00 | E17 |
| Benjamín Aceval        | 0 - 2            | Cerro Porteño         | Isidro Roussillón   | 29 de julio  | 15:00 | E01 |
| Atlético Trébol        | 0 - 17           | Fernando de la Mora   | Isidro Roussillón   | 29 de julio  | 17:30 | E30 |
| Sport Pacobá           | 0 - 0 (2-3 pen.) | Tacuary               | Juan José Vázquez   | 3 de agosto  | 13:00 | E14 |
| Teniente Rojas         | 0 - 5            | Deportivo Santaní     | Juan José Vázquez   | 3 de agosto  | 15:00 | E08 |
| Ytororô                | 0 - 3            | Sportivo Luqueño      | Feliciano Cáceres   | 4 de agosto  | 17:00 | E29 |
| 29 de Septiembre       | 0 - 5            | Libertad              | Feliciano Cáceres   | 4 de agosto  | 19:30 | E26 |
| Sport Sastreño         | 1 - 0            | General Caballero CG  | Isidro Roussillón   | 5 de agosto  | 15:00 | E28 |
| Independiente (Nanawa) | 0 - 2            | 3 de Febrero CDE      | Isidro Roussillón   | 5 de agosto  | 17:30 | E31 |
| Sport Colonial         | 1 - 2            | Sportivo Ameliano     | Roque Battilana     | 10 de agosto | 13:00 | E21 |
| Silvio Pettirossi      | 0 - 3            | Resistencia           | Roque Battilana     | 10 de agosto | 15:00 | E19 |
| Presidente Hayes       | 1 - 1 (3-1 pen.) | Fulgencio Yegros      | Luis Alfonso Giagni | 11 de agosto | 17:00 | E12 |
| 12 de Octubre SD       | 1 - 2            | Rubio Ñu              | Luis Alfonso Giagni | 11 de agosto | 19:30 | E03 |
| Oriental               | 1 - 1 (4-3 pen.) | Deportivo Capiatá     | Arsenio Erico       | 12 de agosto | 17:00 | E24 |
| Deportivo Humaitá      | 2 - 2 (5-6 pen.) | Independiente CG      | Arsenio Erico       | 12 de agosto | 19:30 | E22 |
| Mariscal Estigarribia  | 5 - 1            | San Lorenzo           | Río Parapití        | 16 de agosto | 13:00 | E16 |
| 24 de junio            | 0 - 1            | 2 de Mayo             | Río Parapití        | 16 de agosto | 15:00 | E05 |
| Sportivo Limpeño       | 0 - 0 (3-4 pen.) | Atlético Tembetary    | Martín Torres       | 17 de agosto | 17:00 | E11 |
| 5 de Octubre           | 1 - 0            | General Díaz          | Martín Torres       | 17 de agosto | 19:30 | E07 |
| Deportivo La Colmena   | 0 - 4            | Sportivo Iteño        | Parque del Guairá   | 18 de agosto | 17:00 | E15 |
| Coronel Martínez       | 0 - 2            | River Plate           | Parque del Guairá   | 18 de agosto | 19:30 | E10 |
| 22 de Septiembre       | 2 - 1            | Atyrá                 | Los Fundadores      | 19 de agosto | 13:00 | E06 |
| Olimpia (Itá)          | 0 - 0 (6-7 pen.) | Guaraní (Trinidad)    | Los Fundadores      | 19 de agosto | 15:00 | E27 |
| Karai Chive            | 1 - 1 (4-2 pen.) | 12 de Octubre IR      | Parque del Guairá   | 24 de agosto | 17:00 | E09 |
| 24 de Septiembre VP    | 0 - 3            | Guaíreña FC           | Parque del Guairá   | 24 de agosto | 19:30 | E23 |
| Atlético Juventud      | 2 - 0            | Sportivo Trinidense   | La Arboleda         | 25 de agosto | 13:00 | E25 |
| 1.º de Marzo FBC       | 0 - 0 (3-0 pen.) | Nacional              | La Arboleda         | 25 de agosto | 15:15 | E13 |
| Cristóbal Colón (JAS)  | 4 - 0            | Deportivo Pinozá      | Luis Salinas        | 26 de agosto | 17:00 | E18 |
| Atlético Mil Palos     | 1 - 6            | 12 de Octubre         | Luis Salinas        | 26 de agosto | 19:30 | E32 |

### Dieciseisavos de final
Esta fase se disputó del 1 al 23 de septiembre en 16 llaves a partido único y clasificaron a octavos de final los 16 ganadores. En caso de empates, se definieron las series vía tiros penales.
| Dieciseisavos de final | Dieciseisavos de final | Dieciseisavos de final | Dieciseisavos de final | Dieciseisavos de final | Dieciseisavos de final | Dieciseisavos de final |
| Equipo 1               | Resultado              | Equipo 2               | Estadio                | Día                    | Hora                   | Llave                  |
| ---------------------- | ---------------------- | ---------------------- | ---------------------- | ---------------------- | ---------------------- | ---------------------- |
| 5 de Octubre           | 0 - 3                  | Deportivo Santaní      | Luis Alfonso Giagni    | 1 de septiembre        | 17:00                  | O04                    |
| Atlético Juventud      | 0 - 2                  | Libertad               | Luis Alfonso Giagni    | 1 de septiembre        | 19:30                  | O13                    |
| Atlético Tembetary     | 2 - 1                  | Presidente Hayes       | Erico Galeano          | 13 de septiembre       | 17:00                  | O06                    |
| Sportivo Iteño         | 1 - 1 (4-3 pen.)       | Mariscal Estigarribia  | Erico Galeano          | 13 de septiembre       | 19:30                  | O08                    |
| Guaraní (Trinidad)     | 3 - 0                  | Sport Sastreño         | Isidro Roussillón      | 14 de septiembre       | 17:15                  | O14                    |
| General Caballero JLM  | 1 - 1 (1-4 pen.)       | Cerro Porteño          | Ka'arendy              | 15 de septiembre       | 14:45                  | O01                    |
| Resistencia            | 8 - 4                  | Cristóbal Colón (Ñ)    | Arsenio Erico          | 15 de septiembre       | 17:15                  | O10                    |
| Cristóbal Colón (JAS)  | 2 - 3                  | Olimpia                | Arsenio Erico          | 15 de septiembre       | 19:45                  | O09                    |
| Guaíreña FC            | 2 - 1                  | Oriental               | Antonio Aranda         | 16 de septiembre       | 17:00                  | O12                    |
| 3 de Febrero CDE       | 0 - 1                  | 12 de Octubre          | Antonio Aranda         | 16 de septiembre       | 19:30                  | O16                    |
| Karai Chive            | 2 - 4                  | River Plate            | Martín Torres          | 21 de septiembre       | 17:00                  | O05                    |
| Sportivo Ameliano      | 2 - 1                  | Independiente CG       | Martín Torres          | 21 de septiembre       | 19:30                  | O11                    |
| Fernando de la Mora    | 2 - 3                  | Sportivo Luqueño       | Jardines del Kelito    | 22 de septiembre       | 16:15                  | O15                    |
| Rubio Ñu               | 3 - 4                  | Sol de América         | Jardines del Kelito    | 22 de septiembre       | 20:15                  | O02                    |
| 2 de Mayo              | 3 - 0                  | 22 de Septiembre       | Feliciano Cáceres      | 23 de septiembre       | 15:30                  | O03                    |
| 1.º de Marzo FBC       | 1 - 4                  | Tacuary                | Feliciano Cáceres      | 23 de septiembre       | 18:00                  | O07                    |

### Octavos de final
Esta fase se disputó del 5 al 20 de octubre en 8 llaves a partido único y clasificaron a cuartos de final los 8 ganadores. En caso de empates, se definieron las series vía tiros penales.
| Octavos de final  | Octavos de final | Octavos de final   | Octavos de final    | Octavos de final | Octavos de final | Octavos de final |
| Equipo 1          | Resultado        | Equipo 2           | Estadio             | Día              | Hora             | Llave            |
| ----------------- | ---------------- | ------------------ | ------------------- | ---------------- | ---------------- | ---------------- |
| Sportivo Luqueño  | 1 - 1 (4-3 pen.) | 12 de Octubre      | Luis Alfonso Giagni | 5 de octubre     | 17:30            | C8               |
| Olimpia           | 2 - 1            | Resistencia        | Luis Alfonso Giagni | 5 de octubre     | 20:00            | C5               |
| River Plate       | 0 - 1            | Atlético Tembetary | Arsenio Erico       | 6 de octubre     | 17:30            | C3               |
| Cerro Porteño     | 0 - 2            | Sol de América     | Arsenio Erico       | 6 de octubre     | 20:00            | C1               |
| Tacuary           | 0 - 0 (4-3 pen.) | Sportivo Iteño     | Juan José Vázquez   | 13 de octubre    | 16:00            | C4               |
| 2 de Mayo         | 1 - 1 (4-5 pen.) | Deportivo Santaní  | Juan José Vázquez   | 13 de octubre    | 18:15            | C2               |
| Libertad          | 5 - 0            | Guaraní (Trinidad) | Luis Alfonso Giagni | 20 de octubre    | 17:30            | C7               |
| Sportivo Ameliano | 0 - 0 (4-5 pen.) | Guaíreña FC        | Luis Alfonso Giagni | 20 de octubre    | 20:00            | C6               |

### Cuartos de final
Esta fase se disputó del 3 al 10 de noviembre en 4 llaves a partido único y clasificaron a semifinales los 4 ganadores. En caso de empates, se definieron las series vía tiros penales.
| Cuartos de final   | Cuartos de final | Cuartos de final  | Cuartos de final    | Cuartos de final | Cuartos de final | Cuartos de final |
| Equipo 1           | Resultado        | Equipo 2          | Estadio             | Día              | Hora             | Llave            |
| ------------------ | ---------------- | ----------------- | ------------------- | ---------------- | ---------------- | ---------------- |
| Libertad           | 2 - 0            | Sportivo Luqueño  | Luis Alfonso Giagni | 3 de noviembre   | 17:45            | S4               |
| Atlético Tembetary | 1 - 1 (4-2 pen.) | Tacuary           | Luis Alfonso Giagni | 3 de noviembre   | 20:15            | S2               |
| Olimpia            | 2 - 0            | Guaíreña FC       | Feliciano Cáceres   | 4 de noviembre   | 17:45            | S3               |
| Sol de América     | 1 - 0            | Deportivo Santaní | Feliciano Cáceres   | 10 de noviembre  | 19:30            | S1               |

### Semifinales
Esta fase se disputó el 14 de noviembre en 2 llaves a partido único y clasificaron a la final los 2 ganadores. En caso de empates, se definieron las series vía tiros penales.
| Semifinales    | Semifinales      | Semifinales        | Semifinales          | Semifinales     | Semifinales | Semifinales |
| Equipo 1       | Resultado        | Equipo 2           | Estadio              | Día             | Hora        | Llave       |
| -------------- | ---------------- | ------------------ | -------------------- | --------------- | ----------- | ----------- |
| Olimpia        | 1 - 1 (5-4 pen.) | Libertad           | Defensores del Chaco | 14 de noviembre | 18:15       | GS2         |
| Sol de América | 0 - 0 (5-4 pen.) | Atlético Tembetary | Defensores del Chaco | 14 de noviembre | 20:30       | GS1         |

### Tercer puesto
Los dos equipos que resultaron perdedores de los juegos de semifinales, se enfrentaron para decidir el tercer y cuarto puesto del certamen. Tras persistir el empate al término del tiempo reglamentario, se definió la serie vía tiros penales.
| Tercer y cuarto puesto | Tercer y cuarto puesto | Tercer y cuarto puesto | Tercer y cuarto puesto | Tercer y cuarto puesto | Tercer y cuarto puesto | Tercer y cuarto puesto |
| Equipo 1               | Resultado              | Equipo 2               | Estadio                | Día                    | Hora                   |                        |
| ---------------------- | ---------------------- | ---------------------- | ---------------------- | ---------------------- | ---------------------- | ---------------------- |
| Atlético Tembetary     | 0 - 2                  | Libertad               | Luis Alfonso Giagni    | 30 de noviembre        | 19:00                  |                        |

### Final
Los dos mejores equipos del certamen decidieron al campeón en un solo partido; al existir empate en el tiempo reglamentario, se recurrió a penales. El partido se jugó el 1 de diciembre.
| Final          | Final            | Final    | Final                | Final          | Final | Final |
| Equipo 1       | Resultado        | Equipo 2 | Estadio              | Día            | Hora  |       |
| -------------- | ---------------- | -------- | -------------------- | -------------- | ----- | ----- |
| Sol de América | 2 - 2 (1-3 pen.) | Olimpia  | Defensores del Chaco | 1 de diciembre | 19:00 |       |

Ficha del partido
|            | Guardameta     | Nicolás Campisi    |     |
|            | Defensa        | Víctor Ayala       |     |
|            | Defensa        | Miguel Jacquet     | 13' |
|            | Defensa        | Gustavo Mencia     |     |
|            | Defensa        | Gabriel Báez       | 34' |
|            | Centrocampista | Iván Cazal         |     |
|            | Centrocampista | Rodrigo Rojas      |     |
|            | Centrocampista | Fernando Godoy     |     |
|            | Centrocampista | Diego Godoy        |     |
|            | Delantero      | Javier Toledo      | 78' |
|            | Delantero      | Francisco Da Costa |     |
| Entrenador | Entrenador     | Juan Pablo Pumpido |     |

|            | Guardameta     | Gastón Olveira      |     |
|            | Defensa        | Sergio Otálvaro     |     |
|            | Defensa        | Saúl Salcedo        |     |
|            | Defensa        | Antolín Alcaraz     |     |
|            | Defensa        | Iván Torres         |     |
|            | Centrocampista | Alejandro Silva     | 59' |
|            | Centrocampista | Hugo Quintana       | 67' |
|            | Centrocampista | Richard Ortiz       |     |
|            | Centrocampista | Fernando Cardozo    | 77' |
|            | Delantero      | Derlis González     |     |
|            | Delantero      | Roque Santa Cruz    |     |
| Entrenador | Entrenador     | Julio César Cáceres |     |

|  |  | Emiliano Ozuna | 13' |
|  |  | Jorge Aguilar  | 34' |
|  |  | Diego Valdez   | 78' |

|  |  | Walter González | 59' |
|  |  | Jorge Recalde   | 67' |
|  |  | Ricardo Sosa    | 77' |

| Anotado | 5'  | Javier Toledo | 1-0 |
| Anotado | 43' | Javier Toledo | 2-1 |

| Anotado         | 24' | Saúl Salcedo    | 1-1 |
| Anotado · Penal | 86' | Derlis González | 2-2 |

| Amonestado | 17'   | Gabriel Báez   |
| Amonestado | 27'   | Javier Toledo  |
| Amonestado | 70'   | Rodrigo Rojas  |
| Amonestado | 84'   | Fernando Godoy |
| Amonestado | 90+5' | Víctor Ayala   |

| Amonestado | 17' | Alejandro Silva |
| Amonestado | 70' | Iván Torres     |

| Francisco da Costa | Acierto de penal          | 1:0 |                  |               |
|                    |                           | 1:1 | Acierto de penal | Jorge Recalde |
| Diego Godoy        | Fallo de penal (atajado)  | 1:1 |                  |               |
|                    |                           | 1:2 | Acierto de penal | Richard Ortiz |
| Rodrigo Rojas      | Fallo de penal (atajado)  | 1:2 |                  |               |
|                    |                           | 1:3 | Acierto de penal | Iván Torres   |
| Emiliano Ozuna     | Fallo de penal (desviado) | 1:3 |                  |               |

| Árbitro             | José Méndez         |
| Árbitros asistentes | Milciades Saldívar  |
| Árbitros asistentes | Héctor Medina       |
| Cuarto árbitro      | Zulma Quiñónez      |
| Adicionales VAR     | Mario Díaz de Vivar |
| Adicionales VAR     | Eduardo Britos      |
| Árbitro soporte     | Alipio Colmán       |

|            | Guardameta     | Nicolás Campisi    |     |
|            | Defensa        | Víctor Ayala       |     |
|            | Defensa        | Miguel Jacquet     | 13' |
|            | Defensa        | Gustavo Mencia     |     |
|            | Defensa        | Gabriel Báez       | 34' |
|            | Centrocampista | Iván Cazal         |     |
|            | Centrocampista | Rodrigo Rojas      |     |
|            | Centrocampista | Fernando Godoy     |     |
|            | Centrocampista | Diego Godoy        |     |
|            | Delantero      | Javier Toledo      | 78' |
|            | Delantero      | Francisco Da Costa |     |
| Entrenador | Entrenador     | Juan Pablo Pumpido |     |

|            | Guardameta     | Gastón Olveira      |     |
|            | Defensa        | Sergio Otálvaro     |     |
|            | Defensa        | Saúl Salcedo        |     |
|            | Defensa        | Antolín Alcaraz     |     |
|            | Defensa        | Iván Torres         |     |
|            | Centrocampista | Alejandro Silva     | 59' |
|            | Centrocampista | Hugo Quintana       | 67' |
|            | Centrocampista | Richard Ortiz       |     |
|            | Centrocampista | Fernando Cardozo    | 77' |
|            | Delantero      | Derlis González     |     |
|            | Delantero      | Roque Santa Cruz    |     |
| Entrenador | Entrenador     | Julio César Cáceres |     |

|  |  | Emiliano Ozuna | 13' |
|  |  | Jorge Aguilar  | 34' |
|  |  | Diego Valdez   | 78' |

|  |  | Walter González | 59' |
|  |  | Jorge Recalde   | 67' |
|  |  | Ricardo Sosa    | 77' |

| Anotado | 5'  | Javier Toledo | 1-0 |
| Anotado | 43' | Javier Toledo | 2-1 |

| Anotado         | 24' | Saúl Salcedo    | 1-1 |
| Anotado · Penal | 86' | Derlis González | 2-2 |

| Amonestado | 17'   | Gabriel Báez   |
| Amonestado | 27'   | Javier Toledo  |
| Amonestado | 70'   | Rodrigo Rojas  |
| Amonestado | 84'   | Fernando Godoy |
| Amonestado | 90+5' | Víctor Ayala   |

| Amonestado | 17' | Alejandro Silva |
| Amonestado | 70' | Iván Torres     |

| Francisco da Costa | Acierto de penal          | 1:0 |                  |               |
|                    |                           | 1:1 | Acierto de penal | Jorge Recalde |
| Diego Godoy        | Fallo de penal (atajado)  | 1:1 |                  |               |
|                    |                           | 1:2 | Acierto de penal | Richard Ortiz |
| Rodrigo Rojas      | Fallo de penal (atajado)  | 1:2 |                  |               |
|                    |                           | 1:3 | Acierto de penal | Iván Torres   |
| Emiliano Ozuna     | Fallo de penal (desviado) | 1:3 |                  |               |

| Árbitro             | José Méndez         |
| Árbitros asistentes | Milciades Saldívar  |
| Árbitros asistentes | Héctor Medina       |
| Cuarto árbitro      | Zulma Quiñónez      |
| Adicionales VAR     | Mario Díaz de Vivar |
| Adicionales VAR     | Eduardo Britos      |
| Árbitro soporte     | Alipio Colmán       |

## Campeón
|                    |
| Olimpia 1.° título |

## Estadísticas de jugadores

### Máximos goleadores
| País                | Jugador            | Equipo              | Goles | Penal |
| ------------------- | ------------------ | ------------------- | ----- | ----- |
| Bandera de Paraguay | César Alonso       | Fernando de la Mora | 5     | 0     |
| Bandera de Paraguay | Derlis González    | Olimpia             | 5     | 1     |
| Bandera de Paraguay | Nildo Viera        | Sol de América      | 5     | 1     |
| Bandera de Paraguay | José Cáceres       | 2 de Mayo           | 4     | 0     |
| Bandera de Paraguay | Julio Enciso       | Libertad            | 4     | 0     |
| Bandera de Paraguay | Sebastián Ferreira | Libertad            | 4     | 0     |
| Bandera de Paraguay | Lorenzo Melgarejo  | Libertad            | 4     | 0     |
| Bandera de Paraguay | Gerardo Arévalos   | Resistencia         | 4     | 0     |

### Anotaciones destacadas
Listado de tripletas o hat-tricks (3), póker de goles (4), manitas (5), o más goles, anotados por un jugador en un mismo encuentro.
| Fecha                    | Jugador            | Goles | Equipo                   | Resultado | Rival                        | Fase   |
| ------------------------ | ------------------ | ----- | ------------------------ | --------- | ---------------------------- | ------ |
| 29 de julio de 2021      | César Alonso       | 5     | Fernando de la Mora      | 17 - 0    | Atlético Trébol (Loma Plata) | 32avos |
| 15 de septiembre de 2021 | Gerardo Arévalos   | 4     | Resistencia              | 8 - 4     | Cristóbal Colón (Ñ)          | 16avos |
| 29 de julio de 2021      | Jorge Quintana     | 3     | Fernando de la Mora      | 17 - 0    | Atlético Trébol (Loma Plata) | 32avos |
| 29 de julio de 2021      | Richard Araujo     | 3     | Fernando de la Mora      | 17 - 0    | Atlético Trébol (Loma Plata) | 32avos |
| 4 de agosto de 2021      | Sebastián Ferreira | 3     | Libertad                 | 5 - 0     | 29 de Septiembre             | 32avos |
| 17 de agosto de 2021     | Rudy Fernández     | 3     | Mcal. Estigarribia (PJC) | 5 - 1     | San Lorenzo                  | 32avos |
| 15 de septiembre de 2021 | Juan Roa           | 3     | Cristóbal Colón (Ñ)      | 4 - 8     | Resistencia                  | 16avos |

### Autogoles
| Fecha                    | Jugador           | Goles | Equipo                  | Resultado        | Rival                 | Fase    |
| ------------------------ | ----------------- | ----- | ----------------------- | ---------------- | --------------------- | ------- |
| 27 de julio de 2021      | Juan Valle        | 1     | 3 de Febrero FBC        | 0 - 6            | Sol de América        | 32avos  |
| 10 de agosto de 2021     | Fredderik Alfonso | 1     | Sportivo Ameliano       | 2 - 1            | Sport Colonial        | 32avos  |
| 11 de agosto de 2021     | Enzo Bernal       | 1     | Rubio Ñu                | 2 - 1            | 12 de Octubre SD      | 32avos  |
| 19 de agosto de 2021     | Elías Alvarenga   | 1     | Coronel Martínez (Yuty) | 0 - 2            | River Plate           | 32avos  |
| 24 de agosto de 2021     | Alex Velázquez    | 1     | 12 de Octubre IR        | 1 - 1 (2-4 pen.) | Karai Chive (P.Y.)    | 32avos  |
| 15 de septiembre de 2021 | Roque Santa Cruz  | 1     | Olimpia                 | 3 - 2            | Cristóbal Colón (JAS) | 16avos  |
| 5 de octubre de 2021     | Gastón Olveira    | 1     | Olimpia                 | 2 - 1            | Resistencia           | Octavos |